# 国松福禄

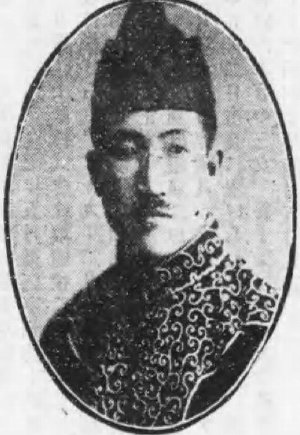
国松福禄

国松 福禄（くにまつ ふくろく、1890年〈明治23年〉6月9日 – 1958年〈昭和33年〉2月15日）は、日本の弁護士。愛媛県宇和島市長。

## 経歴
愛媛県北宇和郡高近村（現在の宇和島市）に愛媛県会議員・参事会員を務めた国松磊奇智の長男として生まれた。宇和島中学校を卒業後、中央大学に学んだが、第三高等学校に転じた。1917年（大正6年）、東京帝国大学法科大学法律科を卒業。大阪市で弁護士を開業したが、翌1918年（大正7年）に宇和島市に移り、民事・商事事件を扱い、破産管財人にも選出された。1928年（昭和3年）、宇和島新聞社社長となり、『南予毎日新聞』と改題した。また宇和島市会議員、同議長、愛媛県会議員などを歴任した。
戦後に宇和島市長に選出された。